# ФК „Флорещ“
ФК „Флорещ“ (на молдовски: Fotbal Club Florești) е молдовски футболен клуб от град Флорещ, Флорещки район. Играе в Националната дивизия на Молдова. Най-доброто му класиране в Суперлигата на Молдова е 7-ото място през сезон 2020/21.

## История
Отборът е основан през 2002 г. След крайното класиране през 2017 влиза в Дивизия А. От 2020 играе в Националната дивизия (най-силната лига в Молдова).
През 2021 г. след разкриване на организация на договаряне на мачове, клубът е санкциониран от Моловската футболна федерация, като са му отнети 6 точки от резултатите са сезона. Артьом Зеленюк и Андрей Калак са отстранени от дейност в областта на футбола за една година заради манипулиране на мачове.
От 2017 до 2019 година отборът играе в село Извоаре на едноименния стадион. През 2020/21 отборът играе домакинските си срещи на градския стадион „Динамо“ в Бендер с капацитет 5 000 места. През сезон 2020/21 Отборът играе на „Градския стадион“ в Белци. От 2021 отново е „Стадион Извоаре“ в Извоаре.

## Успехи
- Национална дивизия на Молдова:
  - 7-мо (2): 2020/21
- Купа на Молдова:
  - 1/4 финалист (2): 2020/21, 2021/22
- Дивизиона „А“/Лига 1: (2 ниво)
  -  Победител (1): 2018/19
  -  Второ място (2): 2013/14, 2019
- Дивизиона „Б“ Север: (3 ниво)
  -  Победител (1): 2016/2017